# Dicaelodontus haesitator
Dicaelodontus haesitator är en stekelart som beskrevs av Diller 1994. Dicaelodontus haesitator ingår i släktet Dicaelodontus, och familjen brokparasitsteklar. Inga underarter finns listade.